# Хенинг (Илиноис)
Хенинг (енгл. Henning) град је у америчкој савезној држави Илиноис.

## Демографија
По попису из 2010. године број становника је 251, што је 10 (4,1%) становника више него 2000. године.
| Група             | 2000.        | 2010.       |
| Белци             | 241 (100,0%) | 247 (98,4%) |
| Афроамериканци    | 0 (0,0%)     | 0 (0,0%)    |
| Азијати           | 0 (0,0%)     | 0 (0,0%)    |
| Хиспаноамериканци | 0 (0,0%)     | 4 (1,6%)    |
| Укупно            | 241          | 251         |